# Grandmaster (Marvel)
The Grandmaster is een fictieve superschurk uit de strips van Marvel Comics. Hij kwam voor het eerst voor in The Avengers #69 (oktober 1969). The Grandmaster werd bedacht door Roy Thomas en het uiterlijk werd door Sal Buscema bedacht. The Grandmaster is een onsterfelijk wezen dat ervan houdt om levensechte spellen te spelen met levende wezens, die hij onder andere tegen een van zijn broers The Collector speelt.
De Nederlandse stem van The Grandmaster wordt ingesproken door Thijs van Aken.

## Biografie
The Grandmaster ontstond tijdens de oerknal samen met zijn broers. Hij is samen met zijn broers een van de oudste wezens in het volledige universum. The Grandmaster houdt van spellen spelen met echte levende wezens. Hij laat ze dan vaak tegen elkaar vechten. Deze spelletjes speelt hij tegen zijn broer The Collector.

## In andere media

### Marvel Cinematic Universe
Sinds 2017 verschijnt in The Grandmaster in het Marvel Cinematic Universe waarin hij wordt vertolkt door Jeff Goldblum. In het Marvel Cinematic Universe verschijnt The Grandmaster voor het eerst in Guardians of the Galaxy Vol. 2 waarin hij tijdens de aftiteling verschijnt terwijl hij staat te dansen. In Thor: Ragnarok woont hij op de planeet Sakaar waar hij heerst over de bevolking. Hij vermaakt de bevolking en zichzelf met gevechten tussen twee verschillende wezens. De vechters noemt hij kampioenen. Enkele kampioenen van The Grandmaster zijn De Hulk die op Sakaar terecht kwam na het gevecht tegen Ultron, Beta Ray Bill, Man-Thing, Ares en Bi-Beast. The Grandmasters lijfwacht is Topaz die werd vermoord nadat enkele kampioenen ontsnapte. Korg hielp totdat hij ontsnapte de kampioenen voor te bereiden samen met Miek en Valkyrie zorgde voordat ze ontsnapte voor nieuwe kampioenen. Toen Hela Thor en Loki de ruimte instuurde kwamen Loki en Thor op Sakaar terecht. Thor werd door Valkyrie gevonden en werd een kampioen van The Grandmaster. Loki werd een toeschouwer en adviseur voor The Grandmaster. Thor maakte met Valkyrie, Korg, Loki en Hulk een plan om te ontsnapen en dat lukte uiteindelijk. Jeff Goldblum heeft aangekondigd dat hij terugkeert in de toekomstige film Thor: Love and Thunder. Ook heeft Goldblum de stem van The Grandmaster ingesproken voor de geanimeerde televisieserie What If...?. The Grandmaster komt voor in de volgende films en serie:
- Guardians of the Galaxy Vol. 2 (2017) (aftiteling)
- Thor: Ragnarok (2017)
- Marvel One-Shot: Team Thor (2018)
- What If...? (2021-2024) (stem ingesproken door Jeff Goldblum in S1 & S2 en Matt Friend in S3) (Disney+)

### Televisieseries
The Grandmaster verschijnt in de televisieseries Ultimate Spider-Man en Guardians of the Galaxy. Ook kwam The Grandmaster voor in  Fantastic Four: World's Greatest Heroes uit 2006 en  The Super Hero Squad Show uit 2009.

### Videogames
The Grandmaster verschijnt in de videogames Marvel Avengers Academy, Marvel Super Hero Squad: The Infinity Gauntlet, LEGO Avengers en LEGO Marvel Super Heroes 2.